# Cacoïne en commando's
Cacoïne en commando's is het 14e stripalbum van Agent 327, getekend door Martin Lodewijk en in 2001 uitgegeven door Uitgeverij M. De eerste 8 platen van het dossier zijn in 1990 verschenen in Sjors en Sjimmie Stripblad (nr. 15 t/m 18), maar het dossier is vervolgens jarenlang onafgemaakt op de plank blijven liggen. Het volledige dossier is voor het eerst verschenen in het Algemeen Dagblad in 2001 (19 januari t/m 21 juni).

## Verhaal
Dit verhaal kent drie ogenschijnlijk onafhankelijke startpunten.
Wegens bezuinigingen moet Agent 327 afvloeien. Hij kan nog wel kennis maken met zijn nieuwe collega's, de voormalige KGB-ers Witloff en Slarottimof, die chef komen vertellen over het de drug cacoïne afkomstig uit de voormalige Nederlandse kolonie Marihuwijne.
Daarnaast vertellen de twee voormalige KGB-agenten aan chef het verhaal van Novembriana. In de jaren zestig voert Dr. Prof. Von Vonvonderstein in de USSR experimenten uit met osmotische neutrale irradiatie straling. Per ongeluk wordt daarbij een schoonmaakster omgevormd tot een gemuteerde supervrouw die door de Sovjets "Novembriana" genoemd wordt, naar de maand waarin de Oktoberrevolutie van 1917 plaatsvond. Novembriana werd door de Sovjets ingezet voor allerlei geheime operaties, en tegenwoordig door Zakkestan in Marihuwijne.
De dictator Doctor Papa van Kwaïti heeft inmiddels politiek asiel gevonden in voormalige Hollandse kolonie Marihuwijne en heeft er de macht overgenomen van velhebber Keessie Kabouterse. Daarnaast heeft Pappa de drug cacoïne (die gemaakt wordt uit prehistorische vogelpoep-restanten) gelegaliseerd en de handel hierin vertienvoudigd.
Omdat Agent 327 ontslagen is, wordt hij buiten functie ingeschakeld via Olga Lawina als tussenpersoon. Beide moeten in Marihuwijne de SIA agent Dommando zoeken die in de jungle is verdwenen en daarnaast de productie van cacoïne stilleggen. Via een taxichauffeur worden IJzerbroot en Olga naar een rivierboot gebracht die hen incognito naar de bronnen van de Marihuwijne rivier kan brengen. Daar worden ze echter gebombardeerd door Novembriana die op een pterodactylus voorbijvliegt. Ze zwemmen naar de oever waar ze gevonden worden door de Mammazones, een uit vrouwen bestaande indianenstam, die hen naar hun dorp brengen. Olga wordt door hen tot hun godin uitgeroepen en ze vinden in het dorp ook Dommando terug. De Mammazones hebben hem gegijzeld omdat ze van tijd tot tijd mannen nodig hebben voor hun voortbestaan te garanderen.
Dommando, Olga en IJzerbroot trekken vervolgens naar een grote berg waaruit de cacoïne gehaald wordt, maar IJzerbroot belandt in de bek van een brachiosaurus en wordt weggevoerd. Novembriana ziet kans om Olga en Dommando te ontvoeren naar haar hoofdkwartier. Olga en Novembriana herkennen elkaar als evenbeeld en Novembriana probeert Olga te overtuigen om zich bij haar aan te sluiten als zuster in de revolutie. Novembriana neemt Olga en Dommando mee naar de cacoïneberg en daar legt ze uit dat in de krater van de berg diverse dinosaurussoorten hebben weten overleven sinds overige soorten uitstierven. Uit hun uitwerpselen wordt de cacoïne gehaald. Boven op de berg duwt Olga Novembriana in een moment van onoplettendheid in een diepe geiser en vervolgens vecht Lawina tegen de Marihuwijnse troepen.
IJzerbroot is inmiddels door de Mammazones teruggevonden en rijdt met hen op de rug van een triceratops Olga te hulp. Door de zware geluiden van de dinopoten begint de geiser te spuiten waardoor ook Novembriana weer omhoog spuit. Novembriana neemt Olga in een wurggreep. Dan verschijnt plots Dommando een enorme semtexbom die hij in de geiser gooit. Hierdoor ontstaat een explosie en een aardbeving waardoor de krater in een onderaardse oceaan zakt. Alle personages weten te ontkomen.
Nu de vindplaats van cacoïne vernietigd is, moet ook Dokter Papa vluchten, aangezien de maffia hem al uitbetaald had voor de cacoïne die hij nu niet meer kan leveren. Bovendien heeft Keessie Kabouterse een opstand georganiseerd waarmee hij de macht overneemt. Ook heeft hij Papa's geld zelf achtergehouden en hem met gekopieerde biljetten laten vluchten.
Terug in Nederland blijkt dat het ontslag van Agent 327 ontslag vooropgezet spel was, zodat de Nederlandse regering kon doen alsof zij niets met het verdrijven van dictator Dokter Papa te maken hadden.

## Trivia
- In strook C1 heeft een man een exemplaar van het blad Sjors vast.
- Barend zingt in strook C3 "Satisfaction" door The Rolling Stones.
- De chef verklaart dat Agent 327 moet afvloeien in deze tijd van "bezuiniging, glasnost en perestroika."
- Het nummer dat in C7 uit de "Arbat-blaster" schalt is "Talking Blues" door Woody Guthrie
- De naam van het land Marihuwijne is afgeleid van marihuana, de hoofdstad Papamaribo verwijst naar de Surinaamse hoofdstad Paramaribo en de taal Papamento naar het Papiaments.
- Cacoïne is natuurlijk de drug cocaïne.
- De chef verklaart dat de Nederlandse geheime dienst niets te maken heeft met deze drugszaken en verwijst zijn opdrachtgevers door "naar de Warmoesstraat" of "Miami Vies".
- Een Russische soldaat in de jaren zestig maant zijn vriend Michail op te houden over "zijn theorieën over perestroika en zo." (strook C3).
- Dr. Glimmler, de naziwetenschapper verwijst naar Heinrich Himmler.
- Novembriana's wordt als een superheld voorgehouden die kan concurreren met de Amerikaanse superhelden: Sloeberman, Botman, Megaman, Wonderman en Bizonderman.
- Zoals in het album zelf wordt aangegeven is Novembriana's uiterlijk gebaseerd op een authentiek soortgelijk personage, (Octobriana) uit een illegaal Tsjecho-Slowaaks samizdatstripverhaal uit 1962.
- In strook C23 wordt onthuld dat Novembriana door de Russen werd ingezet bij de berging van de eerste MIR en de onderdrukking van de Cubaanse Opstand.
- Novembriana zingt het hele album door "De Internationale".
- De drug "gekstacy" in strook C23 verwijst naar XTC.
- Velhebber Keessie Kabouterse verwijst naar Desi Bouterse.
- De overige geheime agenten die onbruikbaar blijken in strook C24 zijn "Dommando" (woordspeling op "dom" en commando), "Rampo" (Rambo) en "Stuk Norris" (Chuck Norris).
- Olga Lawina bewaakt in strook C25 Antonie Dingeling, een verwijzing naar de Nederlandse soapacteur Antonie Kamerling.
- In strook C25 verzucht Olga over Antonie: "Als het nou nog Pikkie Martin" was..."
- Olga komt aan bij het Feyenoordstadion en verklaart lijfwacht voor Coentje te zijn.
- IJzerbroot werkt in strook C27 als fluimruimer en mompelt: "Ik zou nog jaloers worden op die krijter van Gerrit de Jager."
- De voetballer in strook C28 is een karikatuur van een bekende Nederlandse voetballer.
- Olga beweert in strook C28 voor "National Pornographic" te werken, een woordspeling op "National Geographic".
- De legendarische indianenstam de Mammazones verwijst naar de Amazones.
- In strook C39 zegt Olga: "Er zijn hier nog duizenden onontdekte diersoorten... Daar zou je een strip over kunnen schrijven." In hetzelfde prentje zien we het silhouet van de Belgische stripfiguur Marsupilami door André Franquin.
- De Otto Sterman-watervallen in strook C44a verwijzen naar de Nederlandse acteur Otto Sterman.
- Wanneer een pterandon voorbijvliegt in C45a vraagt Olga: "Wordt hier Jurassic Park III soms gefilmd?". Andere verwijzingen naar deze filmreeksen vinden we ook elders in het album terug. In strook C72 wordt IJzerbroot aangevallen door "Compsognathussen als ik me Jurassic Park 2 goed herinner." In strook C87 wordt er nogmaals naar verwezen als men opmerkt: "Voor de twèède keer in 70 miljoen jaar sterven de dinosaurussen uit! Als we Jurassic Park niet meetellen tenminste." De krater blijkt op diezelfde pagina "De Vallei der Vergeten Wereld" genoemd te worden, een verwijzing naar The Lost World, en een verwijzing naar een album van Kapitein Rob, getekend door wijlen Pieter Kuhn.
- De candiru waarvoor in strook C48 wordt gewaarschuwd bestaat echt. Martin Lodewijk verwijst de lezers zelfs door naar de site (http://www.angelfire.com/mo2/animals1/catfish/candiru.html) voor meer informatie.
- Olga verklaart in strook C53 dat de Omazone (de oudste der Mammazones) Vlaams, Duits en ook Engels spreekt dankzij de ontdekkingsreiziger Fawcett die in de jaren 30 in de jungle verdween. Dit is een verwijzing naar Percy Fawcett, een Brits ontdekkingsreiziger die inderdaad in de Braziliaanse jungle verdween, zij het wel in 1925.
- Dommando trekt in strook C56 de slang van IJzerbroots lijf af met de woorden: "We trekken aan het langste eind." Een letterlijke uitspraak, verwijzend naar het gezegde "aan het langste eind trekken" dat doelt op "de winnaar zijn".
- Terwijl ze de slang opeten zegt Olga: "Het voordeel is dat we ons geen zorgen hoeven te maken over BSE, MKZ, btw, groeihormonen, clenbuterol,..."
- Wanneer Dommando in strook C59 de boom velt zegt Agent 327: "Zonder FSC-keur voor tropisch brandhout!"
- Wanneer ze de gefossiliseerde paradijsvogeluitwerpselen aanschouwen zegt IJzerbroot: "Hierboven zit waarschijnlijk een opening en die is eeuwenlang als openbaar prehistorisch paradijsvogeltoilet gebruikt." Olga antwoordt hierop: "Zoiets als de Dam!"
- Wanneer een brachiosaurus IJzerbroot per ongeluk opslokt zegt Olga verschrikt: "Maar dat kàn niet. Brachiosaurussen (...) zijn vreedzame planteneters." Dommando reageert: "Dat zeiden ze ook van die gekke koeien in Engeland."
- Commando wil Novembriana bevechten door de Capoeira te gebruiken, "zoals gebruikelijk in Zuid-Amerika" (strook C66).
- IJzerbroot beweert in strook C79 het idee om op een triceratops te rijden uit het album "Safari in de Ruimte" uit de stripreeks Frank, de vliegende Hollander door Piet Wijn te hebben gehaald.
- Dommando verklaart in strook C81 "I'm back" en in C82 "Ik kom altijd terug!", verwijzingen naar de catch phrase "I'll be back" uit Arnold Schwarzeneggers The Terminator-films.
- Novembriana noemt in strook C82 haar wurgprikkeldraad een "Sov-enirtje uit de Goelag Archipel".
- De Mammazones vrijen geregeld met IJzerbroot in dit album. Een subtiele grap over de gevolgen hiervan lezen we in strook C90, wanneer een van de Mammazones opmerkt: "Ik heb ineens trek in augurken in 't zuur, maar ik weet niet eens wat het is?" Augurken in 't zuur of "zure bommen" zijn erg in trek bij zwangere vrouwen.